# Stara Wieś (gromada w powiecie limanowskim)
Stara Wieś – dawna gromada, czyli najmniejsza jednostka podziału terytorialnego Polskiej Rzeczypospolitej Ludowej w latach 1954–1972.
Gromady, z gromadzkimi radami narodowymi (GRN) jako organami władzy najniższego stopnia na wsi, funkcjonowały od reformy reorganizującej administrację wiejską przeprowadzonej jesienią 1954 do momentu ich zniesienia z dniem 1 stycznia 1973, tym samym wypierając organizację gminną w latach 1954–1972.
Gromadę Stara Wieś z siedzibą GRN w Starej Wsi utworzono – jako jedną z 8759 gromad na obszarze Polski – w powiecie limanowskim w woj. krakowskim, na mocy uchwały nr 23/IV/54 WRN w Krakowie z dnia 6 października 1954. W skład jednostki wszedł obszar dotychczasowej gromady Stara Wieś ze zniesionej gminy Limanowa w tymże powiecie. Dla gromady ustalono 24 członków gromadzkiej rady narodowej.
31 grudnia 1961 do gromady Stara Wieś przyłączono obszary zniesionych gromad Pisarzowa i Siekierczyna oraz wieś Kanina ze zniesionej gromady Wysokie; pondato wieś Mordarka z sąsiedniej gromady Limanowa.
Gromada przetrwała do końca 1972 roku, czyli do kolejnej reformy gminnej.